# Регистр памятников культуры Эстонии

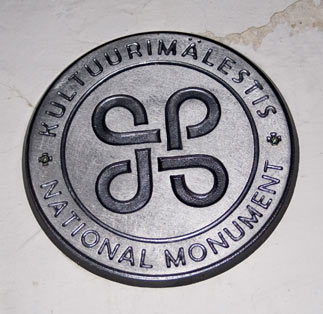
Знак памятника культуры Эстонии

Регистр памятников культуры, официальное название эст. Kultuurimälestiste register, до 30 апреля 2019 года, согласно принятому 8 октября 2002 года правительством Эстонии  «Положению о ведении государственного регистра памятников культуры» — Государственный регистр памятников культуры (эст. Kultuurimälestiste riiklik register) — это государственный регистр объектов, признанных в Эстонии памятниками культуры в соответствии с Законом об охране памятников старины. Памятником культуры является представляющее культурную ценность недвижимое или движимое имущество, его часть, совокупность предметов, земельный участок или комплекс зданий, взятые под охрану государства в порядке, предусмотренном данным законом.
Регистр был создан правительством Эстонии 14 октября 1994 года в соответствии с Законом об охране памятников старины. Ведение регистра является одной из основных задач Департамента охраны памятников старины согласно «Положению о регистре памятников культуры», утверждённому министром культуры Эстонии 24 апреля 2019 года.
Памятником культуры является представляющее культурную ценность недвижимое или движимое имущество, его часть, совокупность предметов, земельный участок или комплекс зданий, взятые под охрану государства в порядке, предусмотренном данным законом. В регистре указаны все памятники культуры, находящиеся под охраной государства в Эстонии. Поиск в базе данных возможен по адресу или кадастровому идентификатору местоположения памятника, а также по регистрационному номеру, наименованию и типу памятника. Уполномоченным обработчиком регистра является Центр регистров и информационных систем. Разработка мобильного приложения регистра была завершена летом 2012 года.
Согласно Закону об охране памятников старины, выделяются следующие типы памятников культуры:

1) исторический памятник;

2) археологический памятник;
 
3) памятник архитектуры;
 
4) памятник искусства;
 
5) историческое природное святое место;
 
6) памятник техники.
По состоянию на 5 мая 2025 года в регистр внесено 25 278 памятников культуры.
Метаданные Регистра памятников культуры Эстонии имеются в Системе управления государственной инфосистемой RIHA. С 10 июня 2025 года данные из RIHA будут перенесены в сетевой шлюз данных ATV.